# Каалеп, Айн Юханович
Айн Юханович Каалеп (эст. Ain Kaalep, 4 июня 1926, Тарту — 9 июня 2020, Тарту) — эстонский и советский поэт, прозаик, драматург, переводчик, литературный критик, литературовед. Заслуженный писатель Эстонской ССР (1986). Лауреат премии имени Ю. Смуула (1977; 1985), премии имени Ю. Лийва (1984). Почётный гражданин Тарту. Лауреат Национальных премий Эстонии по культуре (1995; 2002).

## Биография
Родился в интеллигентной семье. Учился в гимназии Уго Треффнера и с 1943 года в Тартуском университете. Добровольно записался в пехотный полк финской армии JR 200 («финские парни»). После установления в Эстонии советской власти с 1946 по 1947 год сидел в тюрьме.
В 1956 окончил Тартуский университет по специальности финно-угорские языки. Филолог, специалист по финно-угорским языкам.
В 1989—2001 был главным редактором журнала «Akadeemia». В 2002 году в качестве профессора гуманитарных наук читал лекции в университете Тарту.
Избирался депутатом Конгресса Эстонии. Был председателем общества эстонских студентов.
Жил и работал в г. Элва.

## Творчество
Автор поэтических сборников «Aomaastikud» («Предрассветные пейзажи»), «Samarkandi vihik» («Самаркандская тетрадь»; обе — 1962), «Järvemaastikud» («Озерные пейзажи», 1968), «Kuldne Aphrodite teisi luuletusi» («Золотая Афродита и другие стихи», 1986), «Jumalatosin» («Божья дюжина», 2008), которые отмечены интеллектуальностью, разнообразием поэтических форм.
Литературоведческие труды А. Каалепа составили сборники «Maavallast maailmakirjandusest» («О родном крае и мировой литературе», 1984).
Переводит произведения античных поэтов (Софокл), с русского, французского, немецкого, испанского, португальского, армянского, узбекского, украинского и других языков.
В его переводе с немецкого вышли произведения Г. Айха, И. Бехера, Б. Брехта, Г. Гессе, Г. Гофмансталя, А. Гютерсло, Х. Додерера, М. Фриша и др., с испанского — В. Алейсандре и Гарсиа Лорка, португальского — А. Нето и Ф. Пессоа, с французского — Бодлера и Ж. Превера, с турецкого — Назыма Хикмета, с польского — Ю. Словацкого и других.
Стихотворение Т. Шевченко «Завещание» («Заповіт»), поэмы «Еретик», «Катерина», «Лилея» и другие в его интерпретации вошли в эстонское издание «Кобзаря» («Kobsaar», Tallinn, 1961).
Издал сборник переводов «Peegelmaastikud» («Зеркальные пейзажи», 1976, т. 1; 1980, т. 2), первый том которой содержит отдельные произведения Т. Шевченко, И. Франко, Леси Украинки. Т. Шевченко посвятил стихотворение «Tarass Ševtšenko merereis Tallinna» («Морское путешествие Тараса Шевченко в Таллинн», 1961; украинский перевод Д. Павлычко) и «Tarass Ševtšenko. Sõdur ja surmс» (Тарас Шевченко. «Солдат и смерть», 1973), вошедшие, соответственно, к сборники «Klaasmaastikud» («Стеклянные пейзажи», 1971) и «Paani surm teisi luuletusi» («Смерть Пана и другие стихи», 1976); очерк-размышление «Väike õppetund suure kobsaari juures» («Маленький урок великого Кобзаря», 1964).

## Фильмография
В 1980 году в качестве актёра сыграл роль барона Будберга в художественном фильме «Рождество в Вигала».